# Kristen Stewart
Kristen Jaymes Stewart (født 9. april 1990) er en amerikansk film og tv-serie skuespiller. Hun er kendt for at have medvirket i bl.a. Panic Room, Zathura, In the Land of Women, Into the Wild, The Messengers, Twilight og Snow White and the Huntsman' og Cold Creek Manor.

## Baggrund
Kristen Stewart er født og opvokset i Los Angeles, hvor hun pt. bor med sin familie. Hendes far, John Stewart, er scenemanager og tv-producer og har tidligere arbejdet for Fox Networks. Moderen, Jules Mann-Stewart, er manuskriptforfatter og stammer fra Maroochydore, Queensland, Australien.
Kristen Stewart gik i skole indtil syvende klasse og fortsatte derefter sin uddannelse pr. korrespondance. Hun har en ældre broder, Cameron Stewart, som spiller guitar. I et inteview med Vanity Fair i 2008, bekræftede hun, at hun datede skuespilleren Michael Angarano, som hun var kæreste med. Hun var også kærester med medskuespilleren Robert Pattinson fra filmen Twilight, men det viste sig senere at hun havde en affære. Hun er også gode venner med medskuespillerne Dakota Fanning og Taylor Lautner.

## Karriere
Stewart begyndte sin skuespillerkarriere som 8-årig, efter at en agent havde set hende optræde i skolens juleshow. Hendes første rolle var en lille rolle uden replikker i Disney Channels The Thirteenth Year. Senere har hun medvirket i indiefilmen The Safety of Objects, hvori hun spillede en tomboy datter af en stresset, enlig moder. Hun havde en stor rolle i Hollywood filmen Panic Room, hvor hun spillede den gnavne, diabetiske datter af en enlig moder (Jodie Foster. Filmen modtog mange positive anmeldelser, og Stewart fik personligt ros for sin optræden i denne film.
Kristen Stewart har sammen med Adam Brody og Meg Ryan hovedrollen i In the land of women, som blev lavet i 2007. Stewarts mest succesrige rolle har foreløbig været i filmserien Twilight sammen med Robert Pattinson. I 2008 spillede hun Isabella (Bella) Swan i den første film i serien, en rolle hun har gentaget i efterfølgerne New Moon, Eclipse samt Breaking Dawn 1 og 2
Imellem disse film har hun spillet med i The Runaways, hvor hun spiller den succesrige Joan Jett, samt Welcome to the Rileys. Senere har hun spillet med i Snow White and the Huntsman og On the Road. Ved Den 33. Razzie-Uddeling modtog hun en Razzie for "Værste skuespillerinde" for sin præstation i Snow White and the Huntsman og i The Twilight Saga: Breaking Dawn - Part 2.
Kristin Stewart har også den kvindelige hovedrolle i Woody Allens romantiske komedie Cafe Society fra 2016.

## Filmografi
| År   | Film                                      | Rolle             | Bemærkning |
| ---- | ----------------------------------------- | ----------------- | ---------- |
| 1999 | The Thirteenth Yearl                      |                   | tv         |
| 2000 | The Flintstones in Viva Rock Vegas        |                   |            |
| 2001 | The Safety of Objects                     | Sam Jennings      |            |
| 2002 | Panic Room                                | Sarah Altman      |            |
| 2003 | Cold Creek Manor                          | Kristen Tilson    |            |
| 2004 | Speak                                     | Melinda Sordino   |            |
| 2004 | Catch That Kid                            | Maddy             |            |
| 2004 | Undertow                                  | Lila              |            |
| 2005 | Fierce People                             | Maya              |            |
| 2005 | Zathura: A Space Adventure                | Lisa              |            |
| 2007 | In the Land of Women                      | Lucy Hardwicke    |            |
| 2007 | The Messengers                            | Jess              |            |
| 2007 | The Cake Eaters                           | Georgia           |            |
| 2007 | Into the Wild                             | Tracy Tatro       |            |
| 2007 | Cutlass                                   | Young Robin       |            |
| 2008 | The Yellow Handkerchief                   | Martine           |            |
| 2008 | What Just Happened                        | Zoe               |            |
| 2008 | Jumper                                    | Sophie            |            |
| 2008 | Twilight                                  | Bella Swan        |            |
| 2009 | Adventureland                             | Em Lewin          |            |
| 2009 | The Twilight Saga: New Moon               | Bella Swan        |            |
| 2010 | Welcome to the Rileys                     | Mallory           |            |
| 2010 | The Runaways                              | Joan Jett         |            |
| 2010 | The Twilight Saga: Eclipse                | Bella Swan        |            |
| 2011 | The Twilight Saga: Breaking Dawn - Part 1 | Bella Swan/Cullen |            |
| 2012 | Snow White and the Huntsman               | Snow White        |            |
| 2012 | On the Road                               | Marylou           |            |
| 2012 | The Twilight Saga: Breaking Dawn - Part 2 | Bella Cullen      |            |
| 2014 | Camp X-Ray                                | Amy Cole          |            |
| 2014 | Sils Maria                                | Valentine         |            |
| 2014 | Anesthesia                                | Sophie            |            |
| 2016 | Café Society                              | Veronica          |            |
| 2017 | Personal Shopper                          | Maureen           |            |